# Neupölla
Neupölla ist eine Ortschaft und eine Katastralgemeinde der Gemeinde Pölla im Bezirk Zwettl in Niederösterreich.

## Geschichte
Der Ort entstand im 13. Jahrhundert als planmäßig angelegte Marktsiedlung im Kreuzungsbereich zweier wichtiger Verkehrswege, dem Beheimsteig von Krems nach Böhmen und dem Polansteig von Horn nach Zwettl. Der Ort war eine wichtige landesfürstliche Zoll- und Mautstation und wurde erstmals 1297 als Markt urkundlich erwähnt, als Herzog Albrecht I. die Herrschaft Krumau samt dem Markt Neupölla an Stephan von Maissau verkaufte.
Im Jahr 1793 wurde in Neupölla eine Poststation errichtet. Mit der Errichtung des Truppenübungsplatzes Allentsteig gelangte der Ort an die Grenze desselben und verlor damit an Attraktivität. 1968 wurden die fünf Gemeinden Altpölla, Franzen, Neupölla, Ramsau und Schmerbach am Kamp zur heutigen Großgemeinde Pölla vereint.

## Siedlungsentwicklung
Zum Jahreswechsel 1979/1980 befanden sich in der Katastralgemeinde Neupölla insgesamt 120 Bauflächen mit 49.068 m² und 97 Gärten auf 56.669 m², 1989/1990 gab es 137 Bauflächen. 1999/2000 war die Zahl der Bauflächen auf 176 angewachsen und 2009/2010 bestanden 184 Gebäude auf 382 Bauflächen.

## Öffentliche Einrichtungen
In Neupölla gibt es einen Kindergarten.

## Bodennutzung
Die Katastralgemeinde ist landwirtschaftlich geprägt. 353 Hektar wurden zum Jahreswechsel 1979/1980 landwirtschaftlich genutzt und 4 Hektar waren forstwirtschaftlich geführte Waldflächen. 1999/2000 wurde auf 335 Hektar Landwirtschaft betrieben und 16 Hektar waren als forstwirtschaftlich genutzte Flächen ausgewiesen. Ende 2018 waren 304 Hektar als landwirtschaftliche Flächen genutzt und Forstwirtschaft wurde auf 25 Hektar betrieben. Die durchschnittliche Bodenklimazahl von Neupölla beträgt 30,8 (Stand 2010).

## Sehenswürdigkeiten
- Erstes österreichisches Museum für Alltagsgeschichte

## Persönlichkeiten
- Friedrich Polleroß (* 1958), Historiker, wuchs hier auf
- Claudia Lösch (* 1988), Behindertensportlerin, wuchs hier auf